# Morgan Grenfell
Morgan Grenfell war eine Investmentbank in London.

## Geschichte
Die Bank wurde im Jahr 1838 von George Peabody als Tochtergesellschaft der späteren J.P. Morgan gegründet. 1864 ging die Gesellschaft auf die Familie Morgan über. Mit dem Eintritt von Edward Grenfell im Jahr 1904 änderte die ihren Namen in Morgan, Grenfell & Co. Vor allem in den 1920er Jahren gelang es der Bank sich als erfolgreiche und bedeutende Investment-Bank in Europa zu positionieren. Im Jahr 1933 veräußerte J.P. Morgan ein Drittel der Anteile und zog sich 1982 vollständig als Gesellschafter zurück. Im Zuge eines Insider-Skandals, bei dem Morgan Grenfell als Berater für Guinness bei der Übernahme von Distillers Company tätig war, kam John Craven als Chairman zur Bank und wurde Gesellschafter mit einem Anteil von knapp 5 %, indem er seine eigene Investmentgesellschaft Phoenix Securities einbrachte.

## Übernahme durch die Deutsche Bank
Die Deutsche Bank hatte sich 1984 als Grundlage einer Kooperation mit 4,99 % an Morgan Grenfell beteiligt. Zugleich war die französische Banque Indosuez mit einem Anteil von 14,9 % Gesellschafterin. Als man eine Übernahme der Mehrheit durch Indosuez befürchtete, wandte sich das Management auf der Suche nach einem „weißen Ritter“ an die Deutsche Bank. Die Deutsche Bank sah die Möglichkeit, ihren Zugang zum Markt des Investmentbankings zu verbessern. So stellte Alfred Herrhausen in der Akquisitionsphase fest: „Was wir bewundern und nicht besitzen, ist die angelsächsische Kultur im Geldgeschäft.“ Am Tag der Ermordung Herrhausens, dem 30. November 1989, unterzeichnete Hilmar Kopper den Kauf der entscheidenden Anteile an Morgan Grenfell von Indosuez. Der Kaufpreis betrug insgesamt 950 Millionen Pfund Sterling (2,7 Milliarden DM). Noch vor Jahresende hatte die Deutsche Bank die Mehrheit der Anteile gesichert. 
Die Bank blieb zunächst organisatorisch selbstständig und John Craven wurde das erste nicht deutsche Vorstandsmitglied der Deutschen Bank. Für die Zusammenarbeit mit der neueren Muttergesellschaft ergaben sich erhebliche Probleme aus der unterschiedlichen Unternehmenskultur. Die Entscheidungswege und -fristen sind im Investmentbanking erheblich kürzer als man dies bis dahin bei der Deutschen Bank gewohnt war. Nach einer stärkeren Eingliederung und der Umbenennung der Bank in Deutsche Morgan Grenfell schied Craven aus dem Unternehmen aus. Negative Schlagzeilen erhielt Morgan Grenfell, als ein junger Fondsmanager hohe Verluste durch Spekulationen erzeugte. Mit Hilfe der Deutschen Bank mussten die Fondsanleger wieder ausgezahlt werden.
Weil das Geschäft bei Morgan Grenfell nicht im gewünschten Umfang vorankam und die Bank wichtige Persönlichkeiten verlor, entschied sich die Deutsche Bank 1995 auf Empfehlung von Michael Dobson, Cravens Nachfolger, zu einem ungewöhnlichen Schritt: Man warb von Merrill Lynch Edson Mitchell, einen Star der Branche, ab. Dieser brachte ein großes Team von über 40 Investmentbankern mit und baute in kurzer Zeit das Geschäft massiv aus. In der Deutschen Bank entstand in London ein zweites Machtzentrum. Wegen Konflikten und komplexer Zuständigkeiten wollte Mitchell die Bank schon bald darauf wieder verlassen. Es gelang jedoch Josef Ackermann, der seinerseits erst seit kurzem dabei war und Erfahrungen im Investmentbanking mitbrachte, dieses mit Zugeständnissen an die Eigenständigkeit Londoner Investmentbankings zu verhindern.
Nach dem Erwerb von Bankers Trust in den USA durch die Deutsche Bank im Jahr 1998, an dem die Mitarbeiter von Morgan Grenfell maßgeblich beteiligt waren, wurde der gesamte Bereich des Investmentbanking der Deutschen Bank reorganisiert und auch wesentliche Teile von Morgan Grenfell in die neue Organisation integriert. Das Geschäftsfeld operiert seit 1999 als „Deutsche Asset Management“ im Markt. Die Entscheidungsträger sitzen auch nach dem plötzlichen Tod Mitchells, der gerade erst in den Vorstand der Deutschen Bank aufgerückt war, bei einem Flugzeugabsturz im Jahr 2000 weiterhin in London.  Nach der Reorganisation besteht die Morgan Grenfell nur noch als Mantel.